# 黄金分割点
黄金分割点是指分一线段为两部分，使得原来线段的长跟较长的那部分的比为黄金分割的点。线段上有两个这样的点。
利用线段上的两黄金分割点，可作出正五角星，正五边形。

## 尺規作圖
黄金分割点可用尺規作圖求得

1.在B點作線段BE垂直於線段AB，使線段BE=線段AB/2(可用中垂線作圖求得)

2.連接EA

3.以E點為圓心、線段BE為半徑，畫弧交於線段EA，求得點D

4.以A點為圓心、線段AD為半徑，畫弧交於線段AB，求得黃金分割點(點C)